# Вайпрехт фон Геминген (1642 – 1702)
Вайпрехт фон Геминген (на немски: Weiprecht von Gemmingen Herr von Hornberg; * 3 ноември 1642 в замък Хорнберг над Некарцимерн; † 2 август 1702 в Хайделберг) е благородник от стария алемански рицарски род Геминген в Крайхгау в Баден-Вюртемберг от линията „Б (Хорнберг) на фрайхерен фон Геминген“, господар на замък Хорнберг, президент на управлението и на камерата на Хесен-Дармщат. Той основава старата линия „Френкиш-Крумбах на фрайхерен фон Геминген“.
Той е вторият син на Вайпрехт фон Геминген (1608 – 1680) и първата му съпруга Анна Бенедикта фон Геминген-Фюрфелд (1614 – 1647), дъщеря на Фридрих фон Геминген-Фюрфелд (1587 – 1634) и Анна Сибила Грек фон Кохендорф (1594 – 1671). Баща му се жени втори път 1649 г. за фрайин Катарина фон Хоенфелд (1608 – 1665) и трети път за Сабина фон Волмарсхаузен. Брат е на Ерфо (1641 – 1688), Уриел (1644 – 1707), господар в Рапенау и Райнхард (1645 – 1707). След смъртта на баща му (1680) братята първо управляват заедно и през 1688 г. се разделят.
Вайпрехт фон Геминген следва в Щрасбург и Тюбинген и през 1667 г. отива в двора на Баден, където е дворцов съветник. През 1672 г. той става обер-амтман и президент на Горното Графство Спонхайм. През 1678 г. курфюрст Карл I Лудвиг фон Пфалц го прави дворцов съдия в Хайделберг. Същата година хесенската ландграфиня Елизабет Доротея фон Хесен-Дармщат го прави таен съветник, президент на управлението и камерата. На служба на Хесен той също е дворцов съдия на целия дворцов съд в Марбург. Той също е обер-амтман в Келстербах и рицарски съветник на „Рейнския рицарски окръг“. През 1683 г. император Леополд I го прави куратор на пфалцграфините Шарлота София Елизабет и Хедвиг Елеонора Мария.
През 1688 г. при подялбата на наследството на починалия му баща през 1680 г. Вайпрехт получава имение в Опенхайм и други.
От втория му брак през 1693 г. с Мария Доротея фон дер Рек цу Хорст той получава една четвърт от Френкиш-Крумбах.
През 1702 г. той трябва да се срещне с римската кралица в Хайделберг, но умира внезапно по време на службата си. Той е погребан във Френкиш-Крумбах.

## Фамилия
Вайпрехт фон Геминген се жени на 1 октомври 1681 г. за графиня Естер Катарина фон Гайерсберг-Остербург (* 1 октомври 1655, Регенсбург; † 3 юни 1689, Хайделберг), дъщеря на граф Максимилиан Адам Гайер фон Гайерсберг-Остербург (1631 – 1678) и фрайин Катарина Салома фон Егкх-Хунгерсбах (1630 – 1706). Те имат три деца:
- Мария Бенедикта, умира млада и е погребана във Волфскел
- Елизабет Доротея (* 13 октомври 1684, Дармщат; † 8 юли 1726, Дармщат), омъжена на 7 декември 1699 г. в Дармщат за фрайхер Кристиан Еберхард Камейтски фон Елстиборс, господар на Рюкинген (* 15 октомври 1671, Ансбах; † 4 август 1726, Дармщат)
- Ернст Лудвиг (* 2 септември 1685; † 4 декември 1743), политик, женен 1717 г. с Доротея Барбара фон Утеродт († 1769)

Вайпрехт фон Геминген се жени втори път през 1693 г. с Мария Доротея фон дер Рек цу Хорст. Бракът е бездетен.